# Sacha Modolo
Sacha Modolo (Conegliano, província de Treviso, Vèneto, 19 de juny de 1987) fou un ciclista italià, professional des del 2010 fins al 2022.
En el seu palmarès destaquen diverses etapes en curses d'una setmana, i sobretot dues etapes al Giro d'Itàlia de 2015.

## Palmarès
- 2006
  - 1r al Giro del Casentino
- 2007
  - 1r al GP Industria e Commercio di San Vendemiano
- 2008
  - 1r al Trofeu Matteotti sub-23
  - 1r a la Piccola Sanremo
- 2009
  - 1r al Giro del Belvedere
  - 1r al Gran Premi de l'Alliberament
  - Medalla de bronze al Campionat d'Europa en ruta sub-23
- 2011
  - 1r a la Copa Agostoni
  - Vencedor de 2 etapes de la Volta al llac Qinghai
  - Vencedor de 2 etapes de la Volta a Dinamarca
  - Vencedor de 2 etapes de la Setmana Ciclista Lombarda
  - Vencedor de 2 etapes del Giro de Padània
  - Vencedor d'una etapa del Brixia Tour
- 2012
  - 1r a la Coppa Bernocchi
  - Vencedor de 2 etapes de la Volta a Àustria
  - Vencedor d'una etapa a la Volta a Turquia
  - Vencedor d'una etapa al Giro de Padània
- 2013
  - 1r a la Coppa Bernocchi
  - Vencedor d'una etapa al Tour de San Luis
  - Vencedor de 6 etapes al Tour del llac Qinghai
  - 1r al Memorial Marco Pantani
- 2014
  - Vencedor d'una etapa al Tour de San Luis
  - 1r al Trofeu Palma de Mallorca
  - 1r al Trofeu Migjorn
  - Vencedor de 2 etapes etapa als Tres dies de De Panne-Koksijde i 1r de la classificació per punts
  - Vencedor d'una etapa a la Volta a l'Algarve
  - Vencedor d'una etapa a la Volta a Suïssa
  - Vencedor d'una etapa al Tour de Pequín
- 2015
  - 1r al Tour de Hainan i vencedor de 2 etapes
  - Vencedor de 2 etapes al Giro d'Itàlia
  - Vencedor d'una etapa a la Volta a Turquia
- 2016
  - Vencedor de 2 etapes a la Volta a Turquia
  - Vencedor d'una etapa al Czech Cycling Tour
- 2017
  - 1r al Gran Premi del cantó d'Argòvia
  - Vencedor de 2 etapes al Tour de Croàcia
  - Vencedor d'una etapa a la Volta a Polònia
- 2018
  - Vencedor d'una etapa a la Volta a Andalusia
- 2021
  - Vencedor d'una etapa a la Volta a Luxemburg

### Resultats al Giro d'Itàlia
- 2010. Abandona (8a etapa)
- 2011. Abandona (13a etapa)
- 2012. 138è de la classificació general
- 2013. 125è de la classificació general
- 2015. 126è de la classificació general. Vencedor de 2 etapes
- 2016. 84è de la classificació general
- 2017. Abandona (17a etapa)
- 2018. 88è de la classificació general
- 2019. Abandona (7a etapa)
- 2022. 114è de la classificació general

### Resultats al Tour de França
- 2014. Abandona (2a etapa)

### Resultats a la Volta a Espanya
- 2017. 131è de la classificació general
- 2021. Abandona (19a etapa)